# Laurent-Désiré Kabila
Laurent-Désiré Kabila (Jadotville, 27 novembre 1939 – Kinshasa, 16 gennaio 2001) è stato un politico e rivoluzionario della Repubblica Democratica del Congo.
È stato presidente della Repubblica Democratica del Congo dal maggio 1997, quando rovesciò il regime di Mobutu Sese Seko, fino al suo omicidio, avvenuto nel 2001; suo successore è il figlio Joseph Kabila.

## Biografia

### Primi anni di vita e guerriglia nell'oriente congolese
Membro della popolazione Luba, nacque a Jadotville, nel Congo belga, nel 1939. Dopo gli studi superiori studiò filosofia politica in Francia e frequentò l'università di Dar es Salaam in Tanzania. Al momento dell'indipendenza del Congo, nel 1960, Kabila era alla guida di un partito giovanile alleato con il capo del movimento anticoloniale, Patrice Lumumba; quando Lumumba fu rovesciato da Mobutu Sese Seko, Kabila si dette alla macchia, insieme con altri sostenitori di Lumumba, nelle giungle dello Zaire Orientale.
Nel 1964 contribuì all'organizzazione delle rivolte nella regione del Ruzizi e nel 1965 ottenne, anche se per un breve periodo, l'appoggio di Che Guevara, apparso nella RD del Congo con l'intento di iniziare una rivoluzione ispirata al modello cubano; la mancata cooperazione fra i due fece sì che la rivolta venisse sedata lo stesso anno. Nel 1967 Kabila fondò il Partito della rivoluzione popolare (Parti de la Révolution Populaire - PRP), che, con l'appoggio della Cina, fondò uno Stato secessionista nella Provincia del Kivu Sud, a occidente del lago Tanganica; la secessione terminò quando, nel 1988, Kabila fu creduto morto.

### Guerra di Liberazione
Kabila tornò nell'ottobre 1996 alla guida dei tutsi (più precisamente dell'AFDLC - Alleanza delle forze democratiche per la liberazione del Congo) in lotta contro gli hutu nella Provincia del Kivu Sud e dando inizio alla prima guerra del Congo, appoggiata dai governi del Burundi, dell'Uganda e del Ruanda: s'iniziò una ribellione su larga scala contro il governo di Mobutu; il 20 maggio del 1997 Kabila entrò a Kinshasa e si autonominò capo di Stato, istituendo un Governo di salvezza pubblica e ridenominando il paese Repubblica Democratica del Congo, mentre l'ex dittatore Mobutu fuggiva in Marocco.

### Presidenza del Congo, morte e periodo post-mortem
Durante la sua presidenza, Kabila si dichiarò marxista in vari incontri, ma la sua politica fu, in realtà, un misto tra capitalismo e collettivismo. Inoltre, molti oppositori lo accusarono di non differire molto dal suo predecessore in termini di repressione, autoritarismo e indifferenza verso i diritti civili; Kabila fu inoltre accusato di creare intorno alla propria figura un culto della personalità, appoggiato dal suo ministro delle Informazioni, Dominique Sakombi Inongo. Nel 1998 il Ruanda e l'Uganda, già alleati di Kabila, si rivoltarono contro di lui e fomentarono una nuova ribellione guidata dal Raggruppamento congolese per la democrazia (Rassemblement Congolais pour la Démocratie - RCD); Kabila trovò nuovi alleati in Zimbabwe, Namibia e Angola, riuscendo a mantenere la propria posizione di potere e ad avviare, nel luglio del 1996, trattative di pace che portarono al ritiro di gran parte delle truppe straniere dal paese.
Nonostante ciò, la ribellione continuò e Kabila fu assassinato nel pomeriggio del 16 gennaio 2001, a Kinshasa, da una sua guardia del corpo, Rashidi Kasereka, a sua volta ucciso subito dopo; l'omicidio ebbe luogo o nel contesto di un tentato colpo di stato o d'un'opposizione intestina formata dai più vicini membri dell'ex presidente, stanchi della sua doppiezza e delle sue false promesse di democrazia al popolo congolese. Il presidente, mortalmente ferito ma ancora in vita, fu dunque trasportato a Harare, in Zimbabwe, dove morì presumibilmente il 18 gennaio; una settimana dopo le sue spoglie rientrarono in patria e il figlio, Joseph Kabila, divenne presidente del paese il 26 gennaio. Le indagini sull'assassinio portarono all'arresto di 135 persone giudicate da un Tribunale militare speciale; Eddy Kapend, cugino di Kabila e ritenuto la mente del tentato colpo di stato, fu condannato a morte insieme a 25 complici, mentre 64 persone furono condannate a pene detentive che andavano dai sei mesi all'ergastolo; 45 furono scagionate.